# Еквадор на літніх Олімпійських іграх 2016
Еквадор на літніх Олімпійських ігор  2016 був представлений 38 спортсменами у 13 видах спорту. Жодної медалі олімпійці Еквадору не завоювали.

## Легка атлетика
Легенда
- Note – для трекових дисциплін місце вказане лише для забігу, в якому взяв участь спортсмен
- Q = пройшов у наступне коло напряму
- q = пройшов у наступне коло за добором (для трекових дисциплін - найшвидші часи серед тих, хто не пройшов напряму; для технічних дисциплін - увійшов до визначеної кількості фіналістів за місцем якщо напряму пройшло менше спортсменів, ніж визначена кількість)
- NR = Національний рекорд
- N/A = Коло відсутнє у цій дисципліні
- Bye = спортсменові не потрібно змагатися у цьому колі
- NM = жодної успішної спроби

Трекові і шосейні дисципліни
Чоловіки
| Спортсмен             | Дисципліна      | Фінал     | Фінал |
| Спортсмен             | Дисципліна      | Результат | Місце |
| --------------------- | --------------- | --------- | ----- |
| Мігель Анхель Альмачі | Марафон         | 2:23:00   | 85    |
| Сегундо Хамі          | Марафон         | 2:31:07   | 124   |
| Байрон П'єдра         | Марафон         | 2:14:12   | 18    |
| Маурісіо Артеага      | ходьба на 20 км | DSQ       | DSQ   |
| Андрес Чочо           | ходьба на 20 км | DSQ       | DSQ   |
| Ларісса Олівейра      | ходьба на 20 км | 1:23:44   | 37    |
| Андрес Чочо           | ходьба на 50 км | DSQ       | DSQ   |
| Роландо Сакіпай       | ходьба на 50 км | 4:07:29   | 34    |
| Клаудіо Вільянуева    | ходьба на 50 км | 4:19:33   | 45    |

Жінки
| Нарсіза Ландазурі | 100 м           | Bye   | Bye | 11.38 | 4 q | 11.27 | 6   | Завершила виступ | Завершила виступ | Завершила виступ | Завершила виступ |
| Анхела Теноріо    | 100 м           | Bye   | Bye | 11.35 | 3 q | 11.14 | 5   | Завершила виступ | Завершила виступ | Завершила виступ | Завершила виступ |
| Анхела Теноріо    | 200 м           | 22.94 | 4 q | Н/Д   | Н/Д | 22.99 | 7   | Завершила виступ | Завершила виступ |                  |                  |
| Марія Елена Кальє | Марафон         | Н/Д   | Н/Д | Н/Д   | Н/Д | Н/Д   | Н/Д | 2:48:39          | 99               |                  |                  |
| Роза Чача         | Марафон         | Н/Д   | Н/Д | Н/Д   | Н/Д | Н/Д   | Н/Д | 2:48:52          | 100              |                  |                  |
| Сільвія Паредес   | Марафон         | Н/Д   | Н/Д | Н/Д   | Н/Д | Н/Д   | Н/Д | 2:48:01          | 95               |                  |                  |
| Магалі Бонілья    | ходьба на 20 км | Н/Д   | Н/Д | Н/Д   | Н/Д | Н/Д   | Н/Д | 1:34:54          | 27               |                  |                  |
| Маріца Гуаман     | ходьба на 20 км | Н/Д   | Н/Д | Н/Д   | Н/Д | Н/Д   | Н/Д | 1:35:56          | 36               |                  |                  |
| Паола Перес       | ходьба на 20 км | Н/Д   | Н/Д | Н/Д   | Н/Д | Н/Д   | Н/Д | 1:33:53          | 24               |                  |                  |

## Бокс
| Спортсмен          | Категорія           | 1/16 фіналу        | 1/8 фіналу             | Чвертьфінали         | Півфінали          | Фінал              | Фінал           |                 |
| Спортсмен          | Категорія           | Суперник Результат | Суперник Результат     | Суперник Результат   | Суперник Результат | Суперник Результат | Місце           |                 |
| ------------------ | ------------------- | ------------------ | ---------------------- | -------------------- | ------------------ | ------------------ | --------------- | --------------- |
| Карлос Кіпо        | до 49 кг (чоловіки) | Bye                | Ган-Ердене (MGL) W 3–0 | Ернандес (USA) L 0–3 | Завершив виступ    | Завершив виступ    | Завершив виступ |                 |
| Марло Дельгадо     | до 75 кг (чоловіки) | Pinto (VEN) W 3–0  | Assomo (FRA) L 1–2     | Завершив виступ      | Завершив виступ    | Завершив виступ    | Завершив виступ |                 |
| Carlos Andrés Mina | до 81 кг (чоловіки) | Міхел (GER) W 3–0  | Ворд (IRL) W 2–1       | Бодерлік (FRA) L TKO | Завершив виступ    | Завершив виступ    | Завершив виступ | Завершив виступ |
| Хуліо Кастільйо    | до 91 кг (чоловіки) | Bye                | Тулаганов (UZB) L 0–3  | Завершив виступ      | Завершив виступ    | Завершив виступ    | Завершив виступ |                 |

## Веслування на байдарках і каное

### Спринт
| Спортсмен       | Дисципліна            | Заїзди | Заїзди | Півфінали | Півфінали | Фінал  | Фінал |
| Спортсмен       | Дисципліна            | Час    | Місце  | Час       | Місце     | Час    | Місце |
| --------------- | --------------------- | ------ | ------ | --------- | --------- | ------ | ----- |
| Сезар де Чезаре | Б-1, 200 м (чоловіки) | 35.216 | 5 Q    | 35.936    | 8 FB      | 37.169 | 11    |

Пояснення до кваліфікації: FA = Кваліфікувались до фіналу A (за медалі); FB = Кваліфікувались до фіналу B (не за медалі)

## Велоспорт

### Шосе
| Спортсмен    | Дисципліна                       | Час          | Місце        |
| ------------ | -------------------------------- | ------------ | ------------ |
| Байрон Гуама | Групова шосейна гонка (чоловіки) | Не фінішував | Не фінішував |

### BMX
| Спортсмен      | Дисципліна     | Кваліфікація | Кваліфікація | Чвертьфінал | Чвертьфінал | Півфінал        | Півфінал        | Фінал           | Фінал           |
| Спортсмен      | Дисципліна     | Результат    | Місце        | Очки        | Місце       | Очки            | Місце           | Результат       | Місце           |
| -------------- | -------------- | ------------ | ------------ | ----------- | ----------- | --------------- | --------------- | --------------- | --------------- |
| Альфредо Кампо | BMX (чоловіки) | 36.463       | 27           | 28          | 8           | Завершив виступ | Завершив виступ | Завершив виступ | Завершив виступ |

## Кінний спорт

### Триборство
| Спортсмен         | Кінь            | Дисципліна    | Виїздка      | Виїздка | Крос         | Крос    | Крос    | Конкур          | Конкур          | Конкур          | Конкур          | Конкур          | Конкур          | Загалом         | Загалом         |
| Спортсмен         | Кінь            | Дисципліна    | Виїздка      | Виїздка | Крос         | Крос    | Крос    | Кваліфікація    | Кваліфікація    | Кваліфікація    | Фінал           | Фінал           | Фінал           | Загалом         | Загалом         |
| Спортсмен         | Кінь            | Дисципліна    | Штрафні очки | Місце   | Штрафні очки | Загалом | Місце   | Штрафні очки    | Загалом         | Місце           | Штрафні очки    | Загалом         | Місце           | Штрафні очки    | Місце           |
| ----------------- | --------------- | ------------- | ------------ | ------- | ------------ | ------- | ------- | --------------- | --------------- | --------------- | --------------- | --------------- | --------------- | --------------- | --------------- |
| Ніколас Веттштейн | Nadeville Merze | Індивідуальні | 56.00        | 55      | Retired      | Retired | Retired | Завершив виступ | Завершив виступ | Завершив виступ | Завершив виступ | Завершив виступ | Завершив виступ | Завершив виступ | Завершив виступ |

## Дзюдо
| Спортсмен        | Категорія               | 1/32 фіналу        | 1/16 фіналу               | 1/8 фіналу            | Чвертьфінали       | Півфінали          | Втішний поєдинок   | Фінал / БМ         | Фінал / БМ       |
| Спортсмен        | Категорія               | Суперник Результат | Суперник Результат        | Суперник Результат    | Суперник Результат | Суперник Результат | Суперник Результат | Суперник Результат | Місце            |
| ---------------- | ----------------------- | ------------------ | ------------------------- | --------------------- | ------------------ | ------------------ | ------------------ | ------------------ | ---------------- |
| Ленін Пресіадо   | до 60 кг (чоловіки)     | Bye                | Шаммартен (SUI) L 002–010 | Завершив виступ       | Завершив виступ    | Завершив виступ    | Завершив виступ    | Завершив виступ    | Завершив виступ  |
| Фредді Фігероа   | понад 100 кг (чоловіки) | Н/Д                | Kim S-m (KOR) L 000–102   | Завершив виступ       | Завершив виступ    | Завершив виступ    | Завершив виступ    | Завершив виступ    | Завершив виступ  |
| Естефанія Гарсія | до 63 кг (жінки)        | Н/Д                | Бангура (GUI) W 100–000   | Хекер (AUT) L 000–010 | Завершила виступ   | Завершила виступ   | Завершила виступ   | Завершила виступ   | Завершила виступ |

## Академічне веслування
| Спортсмен           | Дисципліна          | Заїзди  | Заїзди | Втішний заплив | Втішний заплив | Чвертьфінали | Чвертьфінали | Півфінали | Півфінали | Фінал   | Фінал |
| Спортсмен           | Дисципліна          | Час     | Місце  | Час            | Місце          | Час          | Місце        | Час       | Місце     | Час     | Місце |
| ------------------- | ------------------- | ------- | ------ | -------------- | -------------- | ------------ | ------------ | --------- | --------- | ------- | ----- |
| Браян Сола Самбрано | одиночки (чоловіки) | 7:48.77 | 5 R    | 7:28.30        | 4 SE/F         | Bye          | Bye          | 7:52.86   | 3 FE      | 7:53.54 | 28    |

Пояснення до кваліфікації: FA=Фінал A (за медалі); FB=Фінал B (не за медалі); FC=Фінал C (не за медалі); FD=Фінал D (не за медалі); FE=Фінал E (не за медалі); FF=Фінал F (не за медалі); SA/B=Півфінали A/B; SC/D=Півфінали C/D; SE/F=Півфінали E/F; QF=Чвертьфінали; R=Потрапив у втішний заплив

## Стрільба
| Спортсмен          | Дисципліна                  | Кваліфікація | Кваліфікація | Півфінал         | Півфінал         | Фінал            | Фінал            |
| Спортсмен          | Дисципліна                  | Очки         | Місце        | Очки             | Місце            | Очки             | Місце            |
| ------------------ | --------------------------- | ------------ | ------------ | ---------------- | ---------------- | ---------------- | ---------------- |
| Андреа Перес Пенья | пістолет, 25 метрів (жінки) | 561          | 37           | Завершила виступ | Завершила виступ | Завершила виступ | Завершила виступ |

Пояснення до кваліфікації: Q = Пройшов у наступне коло; q = Кваліфікувався щоб змагатись у поєдинку за бронзову медаль

## Плавання
| Спортсмен          | Дисципліна                            | Попередній заплив | Попередній заплив | Фінал           | Фінал           |
| Спортсмен          | Дисципліна                            | Час               | Місце             | Час             | Місце           |
| ------------------ | ------------------------------------- | ----------------- | ----------------- | --------------- | --------------- |
| Естебан Ендеріка   | 1500 метрів вільним стилем (чоловіки) | 15:10.15          | 23                | Завершив виступ | Завершив виступ |
| Іван Ендеріка Очоа | марафон 10 кілометрів (чоловіки)      | Н/Д               | Н/Д               | 1:53:16.2       | 16              |
| Samantha Arévalo   | марафон 10 кілометрів (жінки)         | Н/Д               | Н/Д               | 1:57:27.2       | 9               |

## Тріатлон
| Спортсмен      | Дисципліна | Плавання, 1,5 км | Перехід 1 | Велосипед, 40 км | Перехід 2 | Біг, 10 км | Загалом Time | Місце |
| -------------- | ---------- | ---------------- | --------- | ---------------- | --------- | ---------- | ------------ | ----- |
| Елізабет Браво | жінки      | 20:10            | 0:55      | 1:05:54          | 0:44      | 40:09      | 2:07:52      | 47    |

## Важка атлетика
| Спортсмен          | Категорія               | Ривок     | Ривок | Поштовх   | Поштовх | Загалом | Місце |
| Спортсмен          | Категорія               | Результат | Місце | Результат | Місце   | Загалом | Місце |
| ------------------ | ----------------------- | --------- | ----- | --------- | ------- | ------- | ----- |
| Фернандо Салас     | понад 105 кг (чоловіки) | 184       | 16    | 221       | 13      | 405     | 14    |
| Александра Ескобар | до 58 кг (жінки)        | 100       | 4     | 123       | 4       | 223     | 4     |
| Нейсі Дайомес      | до 69 кг (жінки)        | 107       | 6     | 135       | 6       | 242     | 6     |

## Боротьба
Легенда:
- VT – Перемога на туше.
- PP – Перемога за очками – з технічними очками в того, хто програв.
- PO – Перемога за очками – без технічних очок в того, хто програв.
- ST – Перемога за очками – без технічних очок в того, хто програв and a margin of victory of at least 8 (Greco-Roman) or 10 (freestyle) points.

Греко-римська боротьба
| Спортсмен        | Категорія | Кваліфікація       | 1/8 фіналу             | Чвертьфінал        | Півфінал           | Втішний поєдинок 1 | Втішний поєдинок 2 | Фінал / БМ         | Фінал / БМ |
| Спортсмен        | Категорія | Суперник Результат | Суперник Результат     | Суперник Результат | Суперник Результат | Суперник Результат | Суперник Результат | Суперник Результат | Місце      |
| ---------------- | --------- | ------------------ | ---------------------- | ------------------ | ------------------ | ------------------ | ------------------ | ------------------ | ---------- |
| Андрес Монтаньйо | до 59 кг  | Bye                | Wang Lm (CHN) L 0–4 ST | Завершив виступ    | Завершив виступ    | Завершив виступ    | Завершив виступ    | Завершив виступ    | 17         |

Жінки
| Спортсменка    | Категорія | Кваліфікація                   | 1/8 фіналу          | Чвертьфінал         | Півфінал            | Втішний поєдинок 1  | Втішний поєдинок 2  | Фінал / БМ          | Фінал / БМ |
| Спортсменка    | Категорія | Суперниця Результат            | Суперниця Результат | Суперниця Результат | Суперниця Результат | Суперниця Результат | Суперниця Результат | Суперниця Результат | Місце      |
| -------------- | --------- | ------------------------------ | ------------------- | ------------------- | ------------------- | ------------------- | ------------------- | ------------------- | ---------- |
| Ліссетте Антес | до 58 кг  | Кердівара-Єшану (MDA) L 0–3 PO | Завершила виступ    | Завершила виступ    | Завершила виступ    | Завершила виступ    | Завершила виступ    | Завершила виступ    | 19         |